# Hansa (Schiff, 1875)
Die Hansa war eine Panzerkorvette der Kaiserlichen Marine, die von 1878 bis 1880 im Auslandsdienst in Lateinamerika eingesetzt war. Der latinisierte Schiffsname bezieht sich auf die Hanse. Die Namensgebung erfolgte 1868 zu Ehren der drei Hansestädte Hamburg, Bremen und Lübeck als Mitglieder des Norddeutschen Bundes.
Ursprünglich war die Korvette für die Marine des Norddeutschen Bundes vorgesehen. Sie war das erste in Deutschland gebaute Panzerschiff, allerdings bestand die Rumpfkonstruktion noch aus Holz. Wie viele zeitgenössische Kriegsschiffe verfügte sie über einen Rammsporn.

## Konstruktion
Die Konstruktion der Hansa ging auf preußische Flottenplanungen von 1861 zurück. Das Schiff war speziell für die Niederkämpfung von Küstenfestungen in Übersee konzipiert. Da der deutsche Schiffbau noch nicht über sonderlich große Erfahrungen im Bau von eisernen Schiffen verfügte, wurde die Korvette aus Holz gebaut und mit einem 114 mm starken Panzer versehen. Der Bauplan ging auf britische Konstruktionen zurück. Die Kiellegung erfolgte noch als Neubau für die Marine des Norddeutschen Bundes. Die Taufrede am 26. Oktober 1872 hielt der stellvertretende Kommandierende General des IX. Armeekorps in Hamburg-Altona, Generalleutnant Hermann von Tresckow; die Taufe erfolgte durch seine Tochter. Am 19. August 1873 wurde das Schiff nach Stettin geschleppt und auf der Vulcan-Werft fertiggestellt. Die Arbeiten wurden im Dezember 1874 beendet.
Am 3. Januar 1875 traf es in Kiel ein, wo im dortigen Schwimmdock die restlichen Arbeiten ausgeführt wurden. Die Hansa war das erste in Deutschland gebaute Panzerschiff. Das erste stählerne in Deutschland hergestellte Panzerschiff war die Panzerkorvette Oldenburg.

## Verwendung

### Im Panzergeschwader
Am 3. Juni 1875 begann die Hansa ihren Dienst im Panzer-Übungsgeschwader. Anfang Juli wurde sie bei Rügen von Kronprinz Friedrich Wilhelm, dem späteren Kaiser Friedrich III., besichtigt. Am 22./23. September 1875 nahm sie an einer Flottenparade vor Kaiser Wilhelm I. auf der Reede von Warnemünde teil.
Am 4. November 1875 erfolgte die jahreszeitlich bedingte Außerdienststellung. Aus nicht bekannten Gründen erfolgte die nächste Indienststellung erst am 22. Juli 1878.

### Auslandsdienst in Venezuela
Ab dem 1. Oktober 1878 wurde die Hansa für den Auslandsdienst auf der Westindischen Station der Kaiserlichen Marine ausgerüstet. Sie sollte die Station regulär besetzen und war damit das erste Panzerschiff der Kaiserlichen Marine, das diese Aufgabe auf einer überseeischen Station übernahm. Während dieser Reise wurde die Hansa von dem Korvettenkapitän und späteren Vizeadmiral Karl Eduard Heusner (1843–1891) kommandiert.
Am 3. Januar 1879 erreichte sie den Hafen Charlotte Amalie der dänischen Kolonie Saint Thomas, seinerzeit ein bedeutender Verkehrsknotenpunkt der Karibik.
Im Januar 1879 hielt sich die Hansa im Hafen von La Guayra auf, da aufgrund einer Revolution in Venezuela Übergriffe auf deutsche Residenten befürchtet wurden.
Nach dem Abflauen der Unruhen machte die Hansa eine Rundreise und besuchte Curaçao, mehrere Antillen-Häfen, Greytown (San Juan del Norte) in Nicaragua, Sabanilla in Kolumbien, Colón im damaligen Kolumbien (heute Panama). Anschließend reiste sie nach Bahia/Brasilien, wo sie am 22. Juni 1879 eintraf.
Dort erhielt sie seitens der deutschen Admiralität den Befehl, aufgrund des Salpeterkriegs zwischen Peru/Bolivien und Chile zum Schutz deutscher Interessen zunächst Valparaíso anzulaufen, wo die Hansa Mitte August eintraf. Da dort keine unmittelbare Gefährdung deutscher Staatsangehöriger festgestellt werden konnte und inzwischen außerdem von der Kriegspartei Peru der deutsche Frachter Luxor im peruanischen Hafen Callao festgesetzt worden war, beschloss Heusner dorthin zu laufen. Am 8. September 1879 traf die Hansa dort ein.

### In Peru: DieLuxor-Affäre
Die Luxor-Affäre ist nach dem Dampfer der Hamburger Reederei Deutsche Dampfschiffahrtsgesellschaft Kosmos Luxor benannt; die Schiffe dieser Linie trugen sämtlich altägyptische Namen.
Die Affäre entwickelte sich aus dem Umstand heraus, dass der Dampfer noch am 15. April 1879 in Buenos Aires eine Ladung Waffen und Munition für die chilenische Regierung an Bord genommen hatte, obwohl der Ausbruch des Salpeterkriegs am 5. April 1879 inzwischen auch in Argentinien bekannt geworden war. Die Luxor löschte ihre Ladung in Valparaiso und setzte ihre Reise nach Callao fort, obwohl der deutsche Ministerresident in Santiago de Chile den Kommandanten des Dampfers ausdrücklich vor einer Weiterreise gewarnt hatte.
Als die Luxor in Callao eintraf, war dort bereits durch chilenische Zeitungen bekannt geworden, dass der Dampfer eine kriegswichtige Ladung für Chile transportiert hatte. Er wurde beschlagnahmt, aber kurz darauf von den Behörden freigegeben. Erst als der Liniennachfolger der Luxor, die Ramses, ihre Reise in Valparaiso abbrach, entstand in Peru der Verdacht, dass die Kosmos generell Waffen an Chile lieferte. Daraufhin wurde die Luxor erneut beschlagnahmt.
Nachdem der Oberste Gerichtshof Perus die Beschlagnahme des Dampfers am 16. Oktober 1879 endgültig bestätigt hatte, stellte Heusner Überlegungen zur gewaltsamen Befreiung der Luxor an. Doch waren dafür die navigatorischen und strategischen Voraussetzungen in dem stark befestigten Hafen von Callao nicht gegeben.
Da der Hamburger Senat in der Angelegenheit Druck auf die Reichsregierung ausübte und Reichskanzler Otto von Bismarck schließlich trotz beträchtlicher politischer Bedenken nachgab, wurden die Korvette Freya und das Kanonenboot Hyäne nach Peru entsandt, um die Hansa bei einer Befreiungsaktion zu unterstützen.
Doch offensichtlich war hinter den Kulissen auf Vermittlung des päpstlichen Nuntius eine Vereinbarung zwischen der neuen peruanischen Regierung unter General Piérola, dem „jefe supremo“, und dem deutschen Konsul vor Ort, Gramatzki, getroffen worden. Am 14. Januar 1880 wurde die Luxor freigegeben. Im Gegenzug verpflichtete sich die Kosmos, für die peruanische Regierung Verwundetentransporte zu übernehmen. Heusner war zwar über dieses Abkommen empört, doch Gramatzki hatte den Kommandanten ganz bewusst über die Verhandlungen in Unkenntnis gelassen, um eine diplomatische Lösung der Affäre zu erzielen.
Nach dem Ende der Affäre verblieb die Hansa noch bis Ende Juni 1880 im Kriegsgebiet. Am 10. April 1880 versuchte Heusner vor Callao, zusammen mit den Kommandanten anderer ausländischer Kriegsschiffe die Beschießung des Hafens durch die chilenische Flotte unter Admiral Rivero zumindest hinauszuzögern, doch weigerte sich der Admiral, diese Einmischung zu akzeptieren. Die anschließende, zweiwöchige Bombardierung Callaos verlief ohne größere Schäden oder Verluste.
Auf der Rückreise nach Deutschland landeten die Hansa und das nun ebenfalls an der Westküste Südamerikas eingetroffene Schulschiff Bismarck in Arica Sanitäter und Ärzte an, die dort Überlebende der Schlacht von Arica behandelten.

### Weitere Funktionen
Nach der Rückkehr aus Südamerika wurde die Hansa am 8. November 1880 in Kiel außer Dienst gestellt und gründlich überholt.
Ab Februar 1884 versah sie in einer Doppelfunktion den Dienst als Wachschiff vor Kiel sowie als Maschinisten- und Heizer-Schulschiff. Dabei nahm sie regelmäßig an Übungen des Panzer-Übungsgeschwaders teil, so auch bei der Feier zur Grundsteinlegung des Kaiser-Wilhelm-Kanals am 7. Juni 1886.
Aufgrund starker Schäden am Rumpf wurde die Hansa im Frühjahr 1888 erneut außer Dienst gestellt und im Herbst aus der Liste der Kriegsschiffe gestrichen.

### Das Ende
Die Hulk der Hansa diente schließlich als Wohnschiff, wofür eine Zentralheizung und elektrisches Licht eingebaut wurden. Ihr Liegeplatz war die Mole des Torpedohafens im Kieler Stadtteil Wik.
1905 wurde die Hulk nach Mönkeberg geschleppt und dort für die Heizerausbildung verwendet. 1906 verkaufte die Marine den Rumpf, der schließlich in Swinemünde abgewrackt wurde.

## Weiteres
Im Kieler Stadtteil Ravensberg befindet sich seit 1893 die Hansastraße, benannt nach obigem Panzerschiff.